# Xylidin-Ponceau
Xylidin-Ponceau ist ein roter Azofarbstoff aus der Gruppe der Säurefarbstoffe, der früher bei der Färbung von Wolle eingesetzt wurde. Der Farbstoff findet Verwendung bei der Masson-Goldner-Trichromfärbung.

## Darstellung
Die Synthese von Xylidin-Ponceau erfolgt durch Diazotierung von 2,4-Xylidin und Azokupplung mit 3-Hydroxynaphthalin-2,7-disulfonsäure (R-Säure).

## Regulierung
Über den Safe Drinking Water and Toxic Enforcement Act of 1986 besteht in Kalifornien seit 1. April 1988   eine Kennzeichnungspflicht, wenn Xylidin-Ponceau in einem Produkt enthalten ist.